# Benedikt Tober
Benedikt Tober (* 13. Mai 2002 in Amstetten) ist ein österreichischer Fußballtorwart.

## Karriere
Tober begann seine Karriere beim ASK Hausmening. Zur Saison 2014/15 wechselte er zum SKU Amstetten. Zur Saison 2016/17 wechselte er in die AKA Linz. Nach drei Saisonen in der Linzer Akademie kehrte er zur Saison 2019/20 nach Amstetten zurück, wurde allerdings direkt an den viertklassigen SCU Ardagger verliehen. Für Ardagger kam er bis zum Saisonabbruch zu einem Einsatz in der Landesliga.
Zur Saison 2020/21 wurde er an den SK Vorwärts Steyr weiterverliehen. Sein Debüt für Steyr in der 2. Liga gab er im Mai 2021, als er am 28. Spieltag jener Saison gegen den FC Dornbirn 1913 in der Startelf stand. Bis zum Ende der Leihe kam er zu drei Zweitligaeinsätzen für die Steyrer. Zur Saison 2021/22 kehrte er nach Amstetten zurück. Für die Niederösterreicher absolvierte er zwei Zweitligaspiele. In der Saison 2022/23 kam er nicht mehr zum Einsatz.
Im Jänner 2023 wechselte Tober zurück zum Landesligisten SCU Ardagger, für den er jedoch nur ein einziges Ligaspiel in der zweiten Kampfmannschaft mit Spielbetrieb in der achtklassigen 2. Klasse Yspertal/Alpenvorland absolvierte. Im Sommer 2023 schloss er sich dem oberösterreichischen Landesligisten DSG Union Perg an und kam Diözesansportgemeinschaft auf zwei Einsätze in der OÖ Liga sowie elf Spiele für die Zweier in der achtklassigen 2. Klasse Nordost. In der Sommerpause vor der Saison 2024/25 erfolgte der Wechsel zum ASK St. Valentin, bei dem er abwechselnd in der ersten Mannschaft in OÖ Liga und der zweiten Mannschaft in der siebentklassigen 1. Klasse Ost Berücksichtigung fand.